# Geografia mèdica
És la branca de la geografia que s'encarrega de l'estudi dels condicionants ambientals que influeixen en l'aparició i difusió de les malalties, així com dels factors socials que condicionen l'accessibilitat de la població als serveis de salut.

## Evolució
Aquest camp del coneixement es pot dividir en tres fases. La primera, que es desenvolupa durant el segle xix, correspon a la medicina ambientalista de les "topografies mèdiques". La segona fase, que es desenvolupa a partir dels anys 1920 dins de l'escola francesa de geografia, s'ocupava principalment de l'estudi dels anomenats "complexos patògens". Arran del desenvolupament de l'escola de geografia marxista i humanista es desenvolupa una tercera fase, que s'anomena "geografia de la salut", que se centra en la identificació i estudi dels condicions socials que permeten o no l'accés als serveis de la salut. És a dir, l'èmfasi no es fa tant en la malaltia com en la salut.